# 밤을 기다리는 해바라기
"밤을 기다리는 해바라기"는 1982년에 개봉한 대한민국의 영화이다.

## 캐스팅
- 임동진
- 강주희
- 윤인자
- 오미연
- 장혁
- 정세혁
- 정진
- 김민규
- 박은나
- 진미옥
- 김경아
- 한희
- 신영선
- 최남현
- 신지은
- 박용팔
- 이애림
- 주삼기
- 지계순
- 최석
- 김신명
- 신찬일
- 김경란
- 박영로
- 문미봉
- 손전
- 김숙인
- 임생출
- 유경애
- 김혜성